# Moskeezwaluw
De moskeezwaluw (Cecropis senegalensis, synoniem: Hirundo senegalensis) is een zangvogel uit de familie van de zwaluwen (Hirundinidae). De soort komt wijdverspreid voor in Sub-Saharisch Afrika.

## Kenmerken
De vogel is gemiddeld 24 cm lang en weegt 38 tot 54 g. Deze zwaluw lijkt sterk op de roodborstzwaluw (Cecropis semirufa), maar is groter en heeft kortere buitenste staartpennen, verder witte (en geen roomkleurige) ondervleugeldekveren en geen witte stippen op de staart. De vogel is van boven glanzend staalblauw en heeft een roodbruine stuit. De keel en borst zijn lichter dan bij de roodborstzwaluw.

## Verspreiding en leefgebied
Deze soort komt voor in Afrika en telt drie ondersoorten:
- C. s. senegalensis: zuidelijk Mauritanië, Senegal en Gambia, oostelijk tot zuidwestelijk Soedan.
- C. s. saturatior: van zuidelijk Ghana tot zuidelijk Soedan, Ethiopië en noordelijk Kenia.
- C. s. monteiri: van Angola en zuidelijk Congo-Kinshasa tot zuidelijk Kenia en zuidelijk tot noordoostelijk Zuid-Afrika.

Het leefgebied bestaat uit savanne, half open bos, open plekken in verder dicht bos maar ook agrarisch gebied en menselijke nederzettingen, maar in vergelijking tot de roodborstzwaluw toch meer een zwaluw van bebost gebied en minder gebonden aan menselijke bewoning.

## Status
De grootte van de wereldpopulatie is niet gekwantificeerd. De vogel is schaars, maar in sommige streken algemeen. Men veronderstelt dat de soort in aantal vooruit gaat. Om deze redenen staat de moskeezwaluw als niet bedreigd op de Rode Lijst van de IUCN.